# Auzebosc
Auzebosc település Franciaországban, Seine-Maritime megyében. Lakosainak száma 1120 fő (2022. január 1.). Auzebosc Bois-Himont, Louvetot, Touffreville-la-Corbeline, Valliquerville és Yvetot községekkel határos.

## Népesség
A település népességének változása:
| Lakosok száma | 1100 | 1107 | 1437 | 1123 | 1125 | 1130 | 1138 | 1143 | 1120 |
|               | 2013 | 2015 | 2016 | 2017 | 2018 | 2019 | 2020 | 2021 | 2022 |